# Elisa Senß
Elisa Malin Senß (Oldenburg, 1 de outubro de 1997) é uma futebolista alemã que atua como meio-campista. Atualmente joga pelo Eintracht Frankfurt.

## Carreira nos clubes
Senß é uma graduada da academia de jovens do SV Meppen. Em maio de 2019, ela se juntou ao SGS Essen em um contrato de dois anos até junho de 2021. Em 4 de julho de 2020, ela jogou 120 minutos inteiros pelo SGS Essen na final da DFB-Pokal Frauen 2019-20, que perdeu para o VfL Wolfsburg. Em 14 de abril de 2021, ela assinou uma extensão de contrato com o clube até junho de 2023.
Em 23 de maio de 2022, o Bayer Leverkusen anunciou a contratação de Senß em um contrato de três anos até junho de 2025. Ela foi nomeada a nova capitã da equipe em setembro de 2022.
Em 11 de março de 2024, o Eintracht Frankfurt anunciou a contratação de Senß por um contrato de três anos, com vigência a partir de julho de 2024.

## Carreira internacional
Senß fez sua estreia internacional pela Alemanha em 1º de dezembro de 2023, em uma vitória por 3 a 0 contra a Dinamarca. Em julho de 2024, Senß foi nomeada para o time para as Olimpíadas de 2024.

## Títulos
Alemanha
- Jogos Olímpicos: 2024 (medalha de bronze)